# Marc Jaeger
Marc Jaeger est un juge luxembourgeois, né le 4 octobre 1954. Il est président du tribunal de l'Union européenne du 17 septembre 2007  au 26 septembre 2019.

## Biographie
Il étudie le droit à l'Université Robert Schuman, puis au Collège d'Europe, avant d'être admis au barreau de Luxembourg en 1981[réf. à confirmer].
Il commence sa carrière dans la justice luxembourgeoise en étant attaché de justice délégué auprès du Procureur général de Luxembourg en 1983, puis juge au tribunal d’arrondissement de Luxembourg en 1984.
Il continue ensuite son parcours à la Cour de justice des Communautés européennes de 1986 à 1996 où il est référendaire.
Le 11 juillet 1996, il commence une carrière au Tribunal de l'Union européenne en tant que juge, et est président du tribunal de l'Union européenne du 17 septembre 2007 jusqu'au 26 septembre 2019.